# Добрушки рејон
Добрушки рејон (блр. Добрушскі раён; рус. Добрушский район) административна је јединица другог нивоа на крајњем истоку Гомељске области и Републике Белорусије.
Административни центар рејона је град Добруш.

## Географија
Добрушки рејон обухвата територију површине 1.452,72 км² и на 16. је месту по површини у Гомељској области. Граничи се са Веткавским и Гомељским рејоном Гомељске области на северозападу и западу те са Брјанском облашћу Руске Федерације на истоку и Черниговском облашћу Украјине на југу.
Рејон обухвата подручје Гомељског Полесја које карактерише доста раван терен надморских висина између 140 и 160 метара. Најважнији водоток је река Ипут са својим притокама.

## Историја
Рејон је првобитно основан 8. децембра 1926, али је већ 4. августа 1927. расформиран, а његови делови прикључени суседним рејонима. Као самостална административна јединица поново је успостављен 12. фебруара 1935, а у саставу данашње Гомељске области је од 1938. године.

## Демографија
Према резултатима пописа из 2009. на том подручју стално је било насељено 40.632 становника или у просеку 28,08 ст/км².
Основу популације чине Белоруси (90,38%), Руси (7,26%), Украјинци (1,47%) и остали (0,89%).
Административно рејон је подељен на подручје града Добруша, који је уједно и административни центар рејона, на варошицу Цераховка и на још 13 сеоских општина. На целој територији рејона постоје укупно 102 насељена места.

## Саобраћај
Саобраћајну инфраструктуру међународног карактера чине железничке линије Гомељ—Брјанск (РУС) и Гомељ—Бахмач (УКР) и магистрални друмски правац Брјанск—Кобрин.